# كليفورد هزبندز
كليفورد هزبندز (بالإنجليزية: Clifford Husbands)‏ (5 أغسطس 1926 - 11 أكتوبر 2017) هو سياسي شغل منصب الحاكم العام في بربادوس للفترة 1 يونيو 1996 - 31 أكتوبر 2011.

## الحياة المهنية
ولد كليفورد في 5 أغسطس 1926 في مورغان لويس بلانتيشن، في أبرشية سانت أندرو. تلقى تعليمه الابتدائي في مدرسة «Selah Boy» الإبتدائية في سانت لوسي بين عامي 1931 و1936، والتعليم الثانوي بمدرسة باري وكلية هاريسون بين عامي 1936 و1946.
عند مغادرته كلية هاريسون، درس في مدرسة باري لمدة ثلاث سنوات قبل أن ينتقل إلى لندن حيث دخل المعبد الأوسط لمتابعة دراساته في القانون. تأهل للعمل كمحام وتم استدعاؤه للنقابة عام 1952.
لدى عودته لبربادوس، تم قبول السير كليفورد لممارسة القانون في نقابة المحامين المحلية. ثم دخل بمهنة خاصة في غرف السيد «w.w Reece» بين عامي 1952 و1954. وفي عام 1954، عمل نائباً للمسجل.
بين عامي 1954 و1960، شغل السير كليفورد مناصب قانونية مختلفة في غرينادا وأنتيغوا ومونتسيرات وسانت كيتس - نيفيس وأنغيلا.
عاد السير كليفورد إلى بربادوس عام 1960 وتولى مهام مساعد المدعي العام والرسام القانوني. تم تعيينه مديرًا للنيابات العامة في عام 1967 وترقى إلى مرتبة محامي الملكة عام 1968.
تم تعيينه قاضيًا في المحكمة العليا عام 1976 وتمت ترقيته بعام 1991 كقاضي استئناف، وأكمل فترة ولايته عام 1996. كما شغل منصب رئيس القضاة في عدة مناسبات وحاكمًا عامًا.
أدى السير كليفورد اليمين الدستورية كحاكم عام في 1 يونيو 1996، وتقاعد كليفورد من منصب الحاكم العام في 31 أكتوبر 2011 بعد أن أمضى 15 عامًا بهذا المنصب.

## الأوسمة والجوائز
تقديراً لخدمته القانونية والقضائية الطويلة والمتميزة في بربادوس، حصل السير كليفورد على تاج الاستحقاق الذهبي عام 1986، ومنح رفيق الشرف في عام 1989 وفارس سانت أندرو بعام 1995.

## الحياة الشخصية
السير كليفورد متزوج من روبي سي دي باريس التي توفيت عام 2009. وهو أبٌ لثلاثة أطفال هم ساندرا دون تايلور وأنتوني ولورا هوسباندز.

## الوفاة
توفي السير كليفورد بمقر إقامته في سانت جيمس في 11 أكتوبر 2017، عن عمر يناهز 91 عامًا. حصل على جنازة رسمية يوم الجمعة 3 نوفمبر 2017، في كنيسة أبرشية سانت لوسي، بربادوس.